# Nokia 5070
Il Nokia 5070 è un telefonino tri-band creato dalla Nokia.

## Caratteristiche
- Dimensioni: 105,4 x 44,3 x 18,6 mm
- Massa: 88 g
- Dimensioni display: 128 x 160 pixel a 65 000 colori
- Fotocamera VGA (640 x 480 pixel) con possibilità di registrazione video
- Compatibilità MMS
- Porta USB
- Infrarossi
- Suonerie polifoniche